# کولمورث
کولمورث (به انگلیسی: Colmworth) یک روستا و محله مدنی در بریتانیا است که در Bedford واقع شده‌است. کولمورث ۳۹۳ نفر جمعیت دارد.